# Robert Kerman
Robert Charles Kerman (16 de diciembre de 1947 - 27 de diciembre de 2018), también conocido como R. Bolla, fue un actor estadounidense que tuvo una destacada carrera como actor pornográfico durante lo que se considera el período de la "edad de oro" de la industria del cine porno desde mediados de la década de 1970 hasta principios o mediados de la década de 1980.
Creció en un barrio italiano de clase media de Bensonhurst, Brooklyn. Como R. Bolla (o Richard Bolla, un juego de palabras con los términos del argot para pene y testículos).
Apareció en más de 100 películas pornográficas, siendo la más famosa Debbie Does Dallas (1978). Fue uno de los pocos artistas adultos que tuvo una apreciable carrera como actor principal, y su papel principal más conocido fue el del profesor Harold Monroe en la controvertida película de terror Cannibal Holocaust (1980).

## Filmografía seleccionada
- 1975: Anyone But My Husband (como Robert Kerr)
- 1976: Blow Dry (como Richard Bolla) – Director: David Secter
- 1976: Sex Wish – Director: Zebedy Colt & Victor Milt
- 1977: Punk Rock (como Richard Bolla) – Director: Carter Stevens
- 1977: Inside Jennifer Welles – Director: Jennifer Welles
- 1978: Debbie Does Dallas (como Richard Balla)
- 1979: Concorde Affaire '79 – Director: Ruggero Deodato
- 1979: The Concorde ... Airport '79 – Director: David Lowell Rich
- 1980: The Satisfiers of Alpha Blue (como R. Bolla) – Director: Gerard Damiano
- 1980: Inside Seka (Director: Seka)
- 1980: Cannibal Holocaust (Director: Ruggero Deodato)
- 1980: Eaten Alive! (Director: Umberto Lenzi)
- 1981: Amanda by Night (como R. Bolla) (Director: Gary Graver)
- 1981: Debbie Does Dallas Part II (como R. Bolla)
- 1981: Cannibal Ferox (Director: Umberto Lenzi)
- 1982: The Devil in Miss Jones Part II (como R. Bolla) (Director: Henri Pachard)
- 1982: The Clairvoyant (Director: Armand Mastroianni)
- 1982: Mission Hill (Director: Bob Jones)
- 1983: Public Affairs (como R. Bolla) (Director: Henri Pachard)
- 1984: Liquid A$$ets (como R. Bolla)
- 1984: Death Mask (Director: Richard Friedman)
- 1985: Hot Blooded (como R. Bolla)
- 1985: Spitfire (como R. Bolla)
- 1986: Night of the Creeps (Director: Fred Dekker)
- 1987: Street Heat (como Richard Bolla)
- 1987: Corporate Assets (como R. Bolla)
- 1987: No Way Out (Director: Roger Donaldson)
- 1998: Men Under Water (Director: Douglas Morse)
- 2002: Spider-Man (Director: Sam Raimi)
- 2006: Vic